# Thalassophryne megalops
Thalassophryne megalops is een straalvinnige vissensoort uit de familie van kikvorsvissen (Batrachoididae). De wetenschappelijke naam van de soort is voor het eerst geldig gepubliceerd in 1910 door Bean & Weed.